# بيث تشامبرلين
بيث تشامبرلين (بالإنجليزية: Beth Chamberlin)‏ (و. 1963  م) هي ممثلة، وممثلة تلفزيونية، وممثلة أفلام أمريكية، ولدت في دانفيل.

## وصلات خارجية
- بيث تشامبرلين على موقع IMDb (الإنجليزية)
- بيث تشامبرلين على موقع ألو سيني (الفرنسية)
- بيث تشامبرلين على موقع قاعدة بيانات الفيلم (الإنجليزية)
- بيث تشامبرلين على موقع كينوبويسك (الروسية)

- بيث تشامبرلين في قاعدة بيانات الأفلام على الإنترنت